# Limaria fragilis
Espèce
Synonymes
- Lima fragilis (Gmelin, 1791)[2]
- Lima tenuis (H. Adams, 1871)[2]
- Ostrea fragilis Gmelin, 1791[2]
- Radula tenuis H. Adams, 1871[2]

Limaria fragilis est une espèce de bivalves de la famille des Limidae. On le trouve en eau peu profonde dans les océans Indien et Pacifique, et il a la particularité de pouvoir nager.

## Description
Limaria fragilis a une paire de fines valves asymétriques reliées par une charnière. La coquille est blanche tandis que le manteau qui s'en échappe est rouge, et se termine par de nombreux tentacules roses et gris (orange sur la photo). Sur la bordure du manteau on trouve de minuscules yeux capables de détecter la lumière et d'alerter l'animal de l'approche d'un prédateur.

## Distribution et habitat
Limaria fragilis est très courant dans la région indo-pacifique. Son aire de répartition comprend les Philippines, les îles Marshall, les îles Cook, l'ouest de l'Australie, l'archipel des Chagos, Madagascar et la Mer Rouge.